# Paul Frogier de Ponlevoy
Paul Frogier de Ponlevoy, né le 9 juillet 1827 à Paris où il est décédé le 21 janvier 1915, est un militaire et un homme politique français. Il est député des Vosges de 1876 à 1894 puis sénateur de 1894 à 1909. 

## Biographie
Paul Marie Placide Frogier de Ponlevoy est le fils de Louis César Frogier de Ponlevoy, intendant militaire issu d'une famille angevine noble qui a acheté le château d'Autigny-la-Tour. A sa sortie de l'École polytechnique, il mène une carrière militaire dans le génie, participant à la conquête de l'Algérie, la campagne d'Italie et du Mexique. Il est promu chef de bataillon et pendant la guerre de 1870 il est envoyé dans l'armée du Rhin puis est détaché au bureau militaire de Tours puis à Bordeaux. Il devient chef du génie à Brest avant de prendre sa retraite en 1873.
Paul  Frogier de Ponlevoy est un républicain. Il participe d'abord à la vie politique de Neufchâteau, en étant élu municipal à partir d'avril 1871, une position qu'il occupe jusqu'en 1892. Il est également conseiller général du canton de Neufchâteau dès octobre 1871, poste où il est réélu en 1874 puis en 1880, sans opposant.  
Il est élu député républicain (Gauche républicaine) des Vosges de 1876 à 1894. À partir de 1877, il siège dans l'Union Républicaine et en 1881 il est réélu sans concurrent. Aux cantonales de 1886, il affronte un candidat conservateur, grand propriétaire terrien, le comte Thierry d'Alsace, sur lequel il l'emporte assez facilement. Il retrouve ce rival lors des élections législatives de 1889 sous l'étiquette de «républicain indépendant libéral » et le bat cette fois difficilement avec seulement 50,8 % des suffrages. 
Il envisage d'entrer au Sénat mais le parti républicain craint la victoire du comte d'Alsace et en 1891 il renonce à se présenter. En 1892, il est battu aux élections cantonales contre le comte d'Alsace mais en 1893, aux élections législatives, face à ce même concurrent, il est réélu malgré sa position de rallié à la République.
En décembre 1893, le sénateur Albert Ferry décède. Frogier de Ponlevoy lui succède. Il s'oppose à la politique de la Défense républicaine et au Bloc des gauches mais finit par se rapprocher du gouvernement après 1900. Sa participation aux travaux parlementaires est très limitée et se concentre sur les questions d'ordre local. Il ne se représente pas en 1909 et se retire de la vie publique. Il meurt en 1915, renversé par un vélo.
Il a été décoré de la médaille de la valeur militaire de Sardaigne en 1859, de la médaille de la Campagne d'Italie et de la Légion d'Honneur en 1862. 

## Décorations
- Chevalier de la Légion d'honneur (1862)
- Médaille de la valeur militaire de Sardaigne (1859)
- Médaille commémorative de la campagne d'Italie (1859) (1859)